# Rhamphomyia kaninensis
Rhamphomyia kaninensis är en tvåvingeart som beskrevs av Frey 1913. Rhamphomyia kaninensis ingår i släktet Rhamphomyia och familjen dansflugor. Inga underarter finns listade i Catalogue of Life.